# Marita Lindahl
Marita Lindahl (Helsinki, 17 ottobre 1938 – 21 marzo 2017) è stata una modella finlandese, vincitrice del concorso di bellezza Miss Mondo 1957.

## Biografia
All'epoca diciannovenne, Marita Lindahl è stata la prima finlandese a vincere il titolo di Miss Mondo. Quell'anno il concorso si tenne presso il Lyceum Theatre di Londra il 14 ottobre 1957. In precedenza la Lindahl era stata eletta Miss Finlandia.